# King's Quest VI: Heir Today, Gone Tomorrow
King's Quest VI: Heir Today, Gone Tomorrow är det sjätte datorspelet i King's Quest-serien.
Man spelar som prins Alexander som ska rädda en prinsessa och hennes kungarike från en ondskefull storvisir.